# Ginnastica ai Giochi della XXXIII Olimpiade - Volteggio femminile
La finale al volteggio femminile ai Giochi della XXXIII Olimpiade di Parigi si è svolta al Palazzo dello Sport di Parigi-Bercy il 3 agosto 2024.

## Programma
| Data           | Ora (UTC+1) | Turno                           |
| -------------- | ----------- | ------------------------------- |
| 28 luglio 2024 | 09:30       | Qualificazioni - Suddivisione 1 |
| 28 luglio 2024 | 11:40       | Qualificazioni - Suddivisione 2 |
| 28 luglio 2024 | 14:50       | Qualificazioni - Suddivisione 3 |
| 28 luglio 2024 | 18:00       | Qualificazioni - Suddivisione 4 |
| 28 luglio 2024 | 21:10       | Qualificazioni - Suddivisione 5 |
| 3 agosto 2024  | 16:20       | Finale                          |

## Risultati

### Qualificazioni
A causa della regola dei passaporti "two per country", l'accesso alla finale è consentito soltanto a due atlete per nazione.
| Pos. | Ginnasta            | Nazionalità    | 1° Salto | 1° Salto | 1° Salto | 1° Salto    | 2° Salto | 2° Salto | 2° Salto | 2° Salto    | Totale | Note |
| Pos. | Ginnasta            | Nazionalità    | D. Score | E. Score | Penalità | 1° Parziale | D. Score | E. Score | Penalità | 2° Parziale | Totale | Note |
| ---- | ------------------- | -------------- | -------- | -------- | -------- | ----------- | -------- | -------- | -------- | ----------- | ------ | ---- |
| 1    | Simone Biles        | Stati Uniti    | 6.4      | 9.400    |          | 15.800      | 5.6      | 9.200    |          | 14.800      | 15.300 | Q    |
| 2    | Rebeca Andrade      | Brasile        | 5.6      | 9.400    | 0.100    | 14.900      | 5.0      | 9.466    |          | 14.466      | 14.683 | Q    |
| 3    | Jade Carey          | Stati Uniti    | 5.6      | 9.166    | 0.100    | 14.666      | 5.0      | 9.200    |          | 14.200      | 14.433 | Q    |
| 4    | Jordan Chiles       | Stati Uniti    | 5.0      | 9.333    |          | 14.333      | 4.8      | 9.300    |          | 14.100      | 14.216 |      |
| 5    | Yeo Seo-jeong       | Corea del Sud  | 5.4      | 9.000    |          | 14.400      | 5.0      | 8.966    |          | 13.966      | 14.183 | Q    |
| 6    | An Chang-ok         | Corea del Nord | 5.0      | 9.066    |          | 14.066      | 5.6      | 8.700    |          | 14.300      | 14.183 | Q    |
| 7    | Shallon Olsen       | Canada         | 5.6      | 8.833    |          | 14.433      | 5.0      | 8.900    |          | 13.900      | 14.166 | Q    |
| 8    | Elsabeth Black      | Canada         | 5.0      | 9.100    |          | 14.100      | 4.8      | 9.100    |          | 13.900      | 14.000 | Q    |
| 9    | Valentina Georgieva | Bulgaria       | 5.0      | 9.166    |          | 14.166      | 4.8      | 9.033    |          | 13.833      | 13.999 | Q    |
| 10   | Alexa Moreno        | Messico        | 5.4      | 8.766    |          | 14.166      | 5.2      | 8.533    |          | 13.733      | 13.949 |      |
| 11   | Ming van Eijken     | Francia        | 5.4      | 8.833    |          | 14.233      | 4.4      | 8.933    |          | 13.333      | 13.783 |      |
| 12   | Csenge Bácskay      | Ungheria       | 5.0      | 8.900    |          | 13.900      | 4.8      | 8.833    |          | 13.633      | 13.766 |      |

### Finale
| Pos.    | Ginnasta            | Nazionalità    | 1° Salto | 1° Salto | 1° Salto | 1° Salto    | 2° Salto | 2° Salto | 2° Salto | 2° Salto    | Totale |
| Pos.    | Ginnasta            | Nazionalità    | D. Score | E. Score | Penalità | 1° Parziale | D. Score | E. Score | Penalità | 2° Parziale | Totale |
| ------- | ------------------- | -------------- | -------- | -------- | -------- | ----------- | -------- | -------- | -------- | ----------- | ------ |
| Oro     | Simone Biles        | Stati Uniti    | 6.4      | 9.400    | 0.100    | 15.700      | 5.6      | 9.300    |          | 14.900      | 15.300 |
| Argento | Rebeca Andrade      | Brasile        | 5.6      | 9.500    |          | 15.100      | 5.4      | 9.433    |          | 14.833      | 14.966 |
| Bronzo  | Jade Carey          | Stati Uniti    | 5.6      | 9.133    |          | 14.733      | 5.0      | 9.200    |          | 14.200      | 14.466 |
| 4       | An Chang-ok         | Corea del Nord | 5.0      | 9.066    |          | 14.066      | 5.6      | 8.766    |          | 14.366      | 14.216 |
| 5       | Valentina Georgieva | Bulgaria       | 5.0      | 9.100    |          | 14.100      | 4.8      | 9.066    |          | 13.866      | 13.983 |
| 6       | Elsabeth Black      | Canada         | 5.0      | 9.100    |          | 14.100      | 4.8      | 8.966    |          | 13.766      | 13.933 |
| 7       | Yeo Seo-jeong       | Corea del Sud  | 5.4      | 8.766    |          | 14.166      | 5.0      | 7.666    |          | 12.666      | 13.416 |
| 8       | Shallon Olsen       | Canada         | 5.6      | 8.500    |          | 14.100      | 5.0      | 7.633    |          | 12.633      | 13.366 |